# Cambarus davidi
Cambarus davidi är en kräftdjursart som beskrevs av J. E. Cooper 2000. Cambarus davidi ingår i släktet Cambarus och familjen Cambaridae. IUCN kategoriserar arten globalt som livskraftig. Inga underarter finns listade i Catalogue of Life.